# M (浜崎あゆみの曲)
「𝓜」（エム）は、日本の歌手・浜崎あゆみの19thシングル。2000年12月13日にavex traxより発売された。タイトル『𝓜』はロゴ表記。
2001年7月14日にアナログ盤で再発売。ヨーロッパでは2003年にAyu名義で発売された。

## 概要
前作「AUDIENCE」からわずか1か月後に発売された。作曲者「CREA」とは浜崎本人のペンネームであり、CREAとして作曲を手がけて最初に発表したシングルと公称されているが、発売当時はそのことは伏せられていた。この年7枚目のシングルとなり、前年同様に1-2か月に1枚というハイペースでのCDリリースとなった。
2001年2月7日にはミュージック・ビデオなどを収めた同名のDVDシングルが発売された。

## 制作・背景
タイトルの『𝓜』は、サビの部分が「MARIA (マリア)」の頭文字が由来とされていたが、実際は自身のプロデューサーMAX MATSUURAこと、エイベックス株式会社代表取締役会長の松浦勝人であることを、2019年発表の小説『𝓜 愛すべき人がいて』（小松成美・著／幻冬舎）において公表した。その際、「（当時）携帯電話の電話帳に愛する彼を「M」というイニシャルで登録をしていた」ことを明かし、小説の最後には、
と綴られている。

## メディアでの使用
本人出演のTU-KAのCMソングとして大量にオンエアされており、3か月前に発売した『Duty』「SURREAL」のジャケットで披露し話題となっていた豹柄にちなんで、豹柄の携帯電話“限定あゆモデル”が発売された。また、当時のテレビ番組ではPVやジャケット同様の聖母マリア像を意識した衣装で出演した。
TU-KAの音楽データ配信サービス「funstyle」のCMで使用された「𝓜 "funstyle Mix"」はfunstyle音源用に特別再編集したもので後に「𝓜 "RANK-M Mix"」として収録された。
2020年4月18日からは、テレビ朝日・ABEMAの共同制作によりドラマ化され、テレビ朝日系列では「土曜ナイトドラマ」枠、ABEMA SPECIALチャンネルでは日曜22時枠にて放送・配信された。

## チャート成績
16thシングル「SEASONS」以来半年ぶりとなる初動売上50万枚を突破し、同日発売のモーニング娘。『恋愛レボリューション21』を僅差で上回る激戦を繰り広げ、オリコンシングルチャート1位を2週連続で獲得した。浜崎のシングルでは3番目の売上となる累計131.9万枚を売り上げた。また、20世紀最後（2000年12月25日）と21世紀最初（2001年1月1日付）のシングルチャート1位獲得作品でもあった。
作者の小松がゲスト出演し、浜崎のエピソードが組まれたTBS系『中居正広の金曜日のスマイルたちへ』が放送された2019年10月11日のレコチョクデイリーシングルチャートでは上位にランクインした。

## 収録曲

### CD
1. 𝓜 "Original Mix" [4:27]
作詞：ayumi hamasaki / 作曲：CREA / 編曲：HΛL
ツーカーセルラー東京・東海CMソング
テレビ朝日×Ameba TV共同制作 土曜ナイトドラマ「M 愛すべき人がいて」主題歌
2. 𝓜 "Dub's Hard Pop Remix" [7:27]
Remixed by Izumi "D・M・X" Miyazaki
3. SEASONS "Yuta's weather report mix" [5:51]
Remixed by Yuta Nakano
4. 𝓜 "nicely nice winter parade remix" [4:37]
Remixed by Seiki Sato
5. Far away "Laugh & Peace MIX" [3:42]
Remixed by Laugh and Peace
6. 𝓜 "REWIRED MIX" [5:57]
Remixed by REWIRED
7. 𝓜 "SMOKERS MIX" [4:42]
Remixed by IKEBUCHI / MOMO / TAKADA-MP
8. 𝓜 "RANK-M Mix" [7:46]
Remixed by Beatwave
9. 𝓜 "NEUROTIC EYE'S Mix" [4:56]
Remixed by KO-I
10. 𝓜 "Original Mix -Instrumental-" [4:27]

### アナログ盤（LP盤）
1. 𝓜 "Dub's Hard Pop Remix" [7:29]
2. 𝓜 "nicely nice winter parade remix" [4:38]
3. 𝓜 "Original Mix" [4:30]

## 各曲の収録アルバム
- 𝓜
  - 『A BEST』
  - 『I am...』
  - 『A BALLADS』(HΛL'S Progress)
  - 『A COMPLETE 〜ALL SINGLES〜』(ミックスが一部異なるバージョン)
  - 『テレビ朝日×ABEMA 共同制作ドラマ 「M 愛すべき人がいて」Sound Collection＋ A VICTORY Special Sampler』(ドラマ「M 愛すべき人がいて」のサウンドトラック)
- 𝓜 "Dub's Hard Pop Remix"
  - 『ayu-mi-x 4 + seIection Non-Stop Mega Mix Version』
- 𝓜 "RANK-M Mix"
  - 『ayu-mi-x 4 + seIection Non-Stop Mega Mix Version』

## 収録ライブ映像
- 𝓜
  - 『ayumi hamasaki countdown live 2000-2001 A』
  - 『ayumi hamasaki DOME TOUR 2001 A』
  - 『ayumi hamasaki ARENA TOUR 2002 A』(Special Unplugged Version)
  - 『ayumi hamasaki STADIUM TOUR 2002 A』
  - 『A museum 〜30th single collection live〜』
    - 『A 50 SINGLES 〜LIVE SELECTION〜』
    - 『ayumi hamasaki BEST LIVE BOX A』(A BEST TRACK LIST LIVE)

  - 『ayumi hamasaki COUNTDOWN LIVE 2004-2005 A』
  - 『ayumi hamasaki ASIA TOUR 2007 A 〜Tour of Secret〜』
  - 『ayumi hamasaki 〜POWER of MUSIC〜 2011 A LIMITED EDITION』
    - 『ayumi hamasaki BEST LIVE BOX A』(A BALLADS TRACK LIST LIVE)

  - 『ayumi hamasaki 15th Anniversary TOUR 〜A BEST LIVE〜』
  - 『ayumi hamasaki COUNTDOWN LIVE 2022-2023 A ～Remember you～』(ayumi hamasaki 25th Anniversary LIVE)
  - 『ayumi hamasaki  COUNTDOWN LIVE 2016-2017 A『Just the beginning -20-』』(ayumi hamasaki UNRELEASED LIVE BOX A)

## 映像作品
『𝓜』は、2001年2月7日に浜崎あゆみがリリースしたDVDシングルおよびVHSシングルである。

### 解説
前作『SURREAL』に続いてDVDとVHSの2形態で発売している。映像特典としてオフショットを収録している。

### 収録曲（DVD・VHS）
1. 𝓜 (Video Clip)
2. 𝓜 (TV-CM)
3. making of 𝓜 ※DVDのみ

## Ayuのシングル
「𝓜」は、2003年10月27日にドイツのDrizzly Recordsより発売された。浜崎あゆみがAyu名義によりヨーロッパで発売した2枚目のシングルである。イギリスのトランスミュージックのグループであるアバヴ&ビヨンドらがリミックスを手がけた。

### 収録曲（Ayu）
CD
1. 𝓜 "Above & Beyond Edit" [4:20]
2001年に日本で発売されたリミックス・アルバム『Cyber TRANCE presents ayu trance』にも収録されている。
また、ミュージックビデオも制作されており、『A CLIP BOX 1998-2011』にて初映像化された。
2. 𝓜 "Van Eyden vs. M.O.R.P.H. Remix Edit" [4:19]
3. 𝓜"Tectonic Shift vs. André Visior Remix Edit" [3:36]
4. 𝓜 "Above & Beyond Vocal Dub Mix" [8:11]
5. 𝓜 "Above & Beyond Typhoon Dub Mix" [8:31]
6. 𝓜 "Above & Beyond Vocal Mix"  [8:01]

アナログ盤（DRIZ3002-1）
1. 𝓜 "Above & Beyond Typhoon Dub"
2. 𝓜 "Above & Beyond Vocal Mix"

アナログ盤（DRIZ3002-2）
1. 𝓜 "Van Eyden Vs. M.O.R.P.H. Remix"
2. 𝓜 "Tectonic Shift Vs. André Visior Remix"
3. 𝓜 "Above & Beyond Instrumental Mix"